# José Tolentino de Mendonça
José Tolentino Calaça de Mendonça o José Tolentino de Mendonça (Machico, 15 dicembre 1965) è un cardinale, arcivescovo cattolico e teologo portoghese, dal 26 settembre 2022 al 21 aprile 2025 e dal 9 maggio 2025 prefetto del Dicastero per la cultura e l'educazione.
Teologo e professore universitario di lunga data, è anche considerato una delle voci più originali della letteratura portoghese moderna e riconosciuto come eminente intellettuale cattolico. Il suo lavoro comprende poesie, saggi e opere teatrali firmati come José Tolentino Mendonça.

## Biografia
José Tolentino de Mendonça è nato sull'isola di Madeira, in Portogallo, il 15 dicembre 1965. È il più giovane di cinque figli. Ha vissuto i primi anni della sua infanzia in Angola, in diverse città costiere dove suo padre era pescatore. Ha lasciato l'Africa all'età di nove anni, quando il Portogallo si è ritirato dalle sue colonie.

### Formazione e ministero sacerdotale
Nel 1989 si è laureato in teologia all'Università Cattolica del Portogallo (UCP).
Il 28 luglio 1990 è stato ordinato presbitero dal vescovo Teodoro de Faria per la diocesi di Funchal.
Nello stesso anno ha pubblicato la sua prima raccolta di poesie, Os Dias Contados. Nel 1992 ha conseguito la licenza in Scienze Bibliche presso il Pontificio istituto biblico di Roma, dove il suo vescovo lo ha incoraggiato ad andare a studiare. Nel 2004 è diventato dottore in teologia biblica alla UCP di Lisbona.
I suoi primi anni sacerdotali sono stati anche accademici. Come sacerdote, ha ricoperto incarichi pastorali prima nella parrocchia di Nossa Senhora do Livramento a Funchal dal 1992 al 1995, poi come cappellano alla UCP per 5 anni e poi, sempre a Lisbona, nella parrocchia di Santa Isabel e infine come rettore della cappella Nossa Senhora da Bonanza, meglio conosciuta come Capela do Rato, dal 2010.
Successivamente è docente presso il seminario diocesano di Funchal, rettore del Pontificio Collegio Portoghese a Roma, docente presso l'Università Cattolica del Portogallo e professore ospite in Brasile presso l'Università Cattolica di Pernambuco (Unicap), la Pontificia Università Cattolica di Rio de Janeiro e la Facoltà gesuita di Filosofia e Teologia di Belo Horizonte (Faje). A Lisbona, è entrato nell'UCP come assistente (1996-1999), poi come professore aggiunto (2005-2015) e infine come professore associato. L'UCP lo ha nominato Vicerettore nel 2012 e Preside della Facoltà di Teologia nel 2018. Nel 2011, e per un anno, è entrato a far parte, come Straus Fellow, di un team internazionale di ricercatori invitati dall'Università di New York a lavorare sul tema "Religione e ragione pubblica".

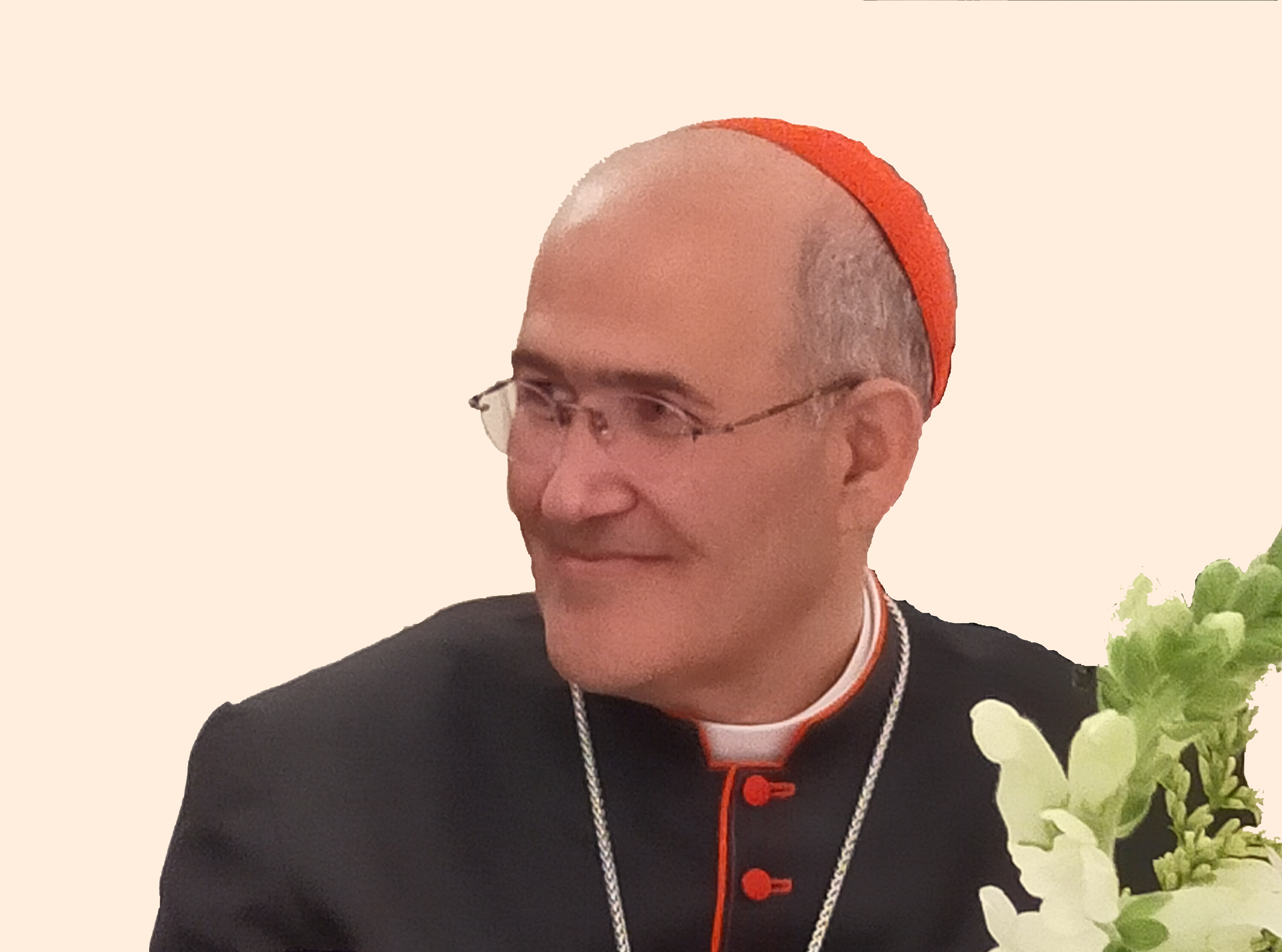
Il cardinale José Tolentino de Mendonça, il 15 maggio 2021.

Nel 2018 papa Francesco lo ha invitato a predicare il ritiro quaresimale della Curia romana. Oltre alla Bibbia, i suoi commenti si riferiscono a molti scrittori, come Fernando Pessoa, Clarice Lispector, Françoise Dolto, Etty Hillesum e Blaise Pascal. Egli afferma: "Gli scrittori sono a volte importanti maestri spirituali". Queste prediche sono pubblicate con il titolo Elogio da Sede e precedute da papa Francesco. A conclusione di tale evento, ha evidenziato il proprio orientamento ecumenico nei confronti delle confessioni non cristiane, dichiarando che «lo Spirito vola e lavora fuori, nei non credenti, nei pagani, nelle persone di altre confessioni religiose, è universale», in risposta a Bergoglio che lo aveva ringraziato per aver ricordato «che la Chiesa non è una gabbia per lo Spirito Santo».

### Al servizio della cultura
Vicino al mondo della cultura attraverso le sue numerose opere, pubblicazioni e interventi mediatici, nel 2004 José Tolentino de Mendonça è diventato per dieci anni il primo direttore del Segretariato Nazionale per la Pastorale della Cultura, appena creato dalla Conferenza Episcopale Portoghese per promuovere il dialogo tra la Chiesa e gli ambienti culturali del paese.
Dopo aver partecipato a un incontro con papa Benedetto XVI, che ha riunito nel 2009 un gran numero di artisti, ha annunciato che il gesto di ospitalità del Papa è stato apprezzato e che ha sottolineato che "nella Chiesa, nello spazio cristiano, [gli artisti] hanno una casa, come se fossero a casa". Nel 2011 Benedetto XVI lo ha nominato consulente del Pontificio consiglio della cultura; papa Francesco lo ha riconfermato in questa posizione nel 2016.
Nel gennaio 2020 è stato nominato membro della commissione scientifica per il 700º anniversario della morte di Dante Alighieri (1265-1321), presieduta dal cardinale Gianfranco Ravasi, nell'ambito di un'iniziativa organizzata dal Pontificio consiglio della cultura.
Il 13 giugno 2020 ha vinto il Premio europeo "Helena Vaz da Silva" per la sua capacità di promuovere la bellezza e la poesia come parte del patrimonio culturale immateriale europeo e mondiale.
Sotto la guida del cardinale Tolentino de Mendonça, nell'ambito del 50º anniversario dell'inaugurazione della Collezione d'Arte Moderna dei Musei Vaticani, il Dicastero della Cultura e dell'Educazione è il principale organizzatore di un incontro tra Papa Francesco e circa duecento rappresentanti del mondo culturale, artisti, scrittori, compositori, musicisti, attori, architetti, ecc. provenienti da tutto il mondo. Questo evento, il primo dal 2009, quando vi partecipò José Tolentino de Mendonça, si svolge il 23 giugno 2023 nella Cappella Sistina. I partecipanti includono Alice Rohrwacher, Sergio Rubini, Roberto Saviano, Igiaba Scego, Susanna Tamaro, Sandro Veronesi e molti altri.
Il cardinale José Tolentino de Mendonça è il curatore del padiglione del Vaticano alla 60ª Biennale di Venezia (20.04.2024-24.11.2024). Il padiglione è ospitato nel carcere femminile della Giudecca, ancora in funzione. Ottanta detenute vi scontano una lunga pena e alcune di loro hanno accettato di fare da guida ai visitatori che si recano alla Giudecca. Papa Francesco, il primo pontefice a visitare la Biennale di Venezia, ha visitato il padiglione il 28 aprile.

### Ministero episcopale e cardinalato

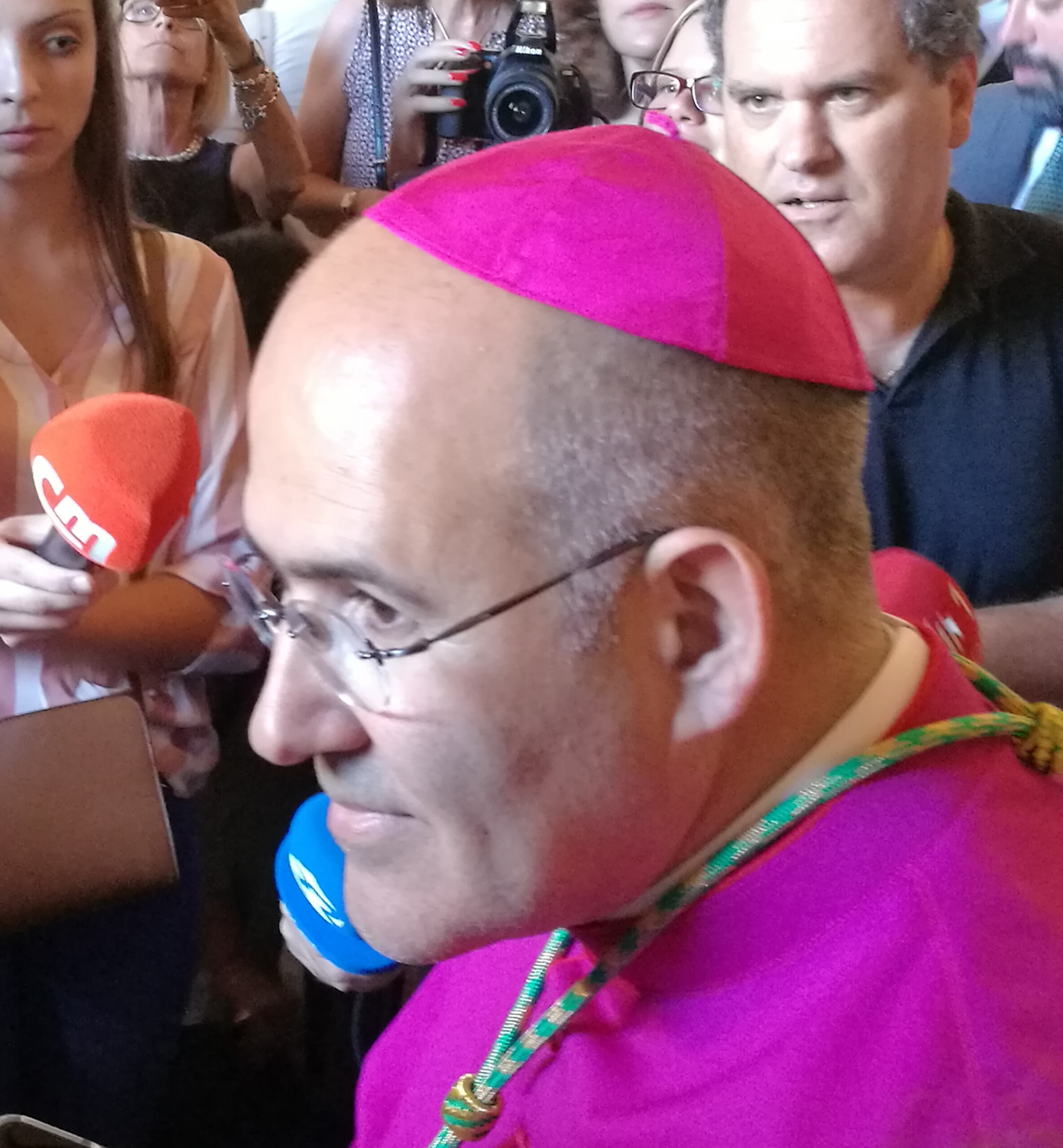
L'arcivescovo Tolentino de Mendonça al termine dell'ordinazione episcopale, il 28 luglio 2018.

Stemma arcivescovile.

Il 26 giugno 2018 papa Francesco lo ha nominato archivista e bibliotecario di Santa Romana Chiesa, con decorrenza dal 1º settembre seguente, e gli ha assegnato la sede titolare di Suava; è succeduto al dimissionario arcivescovo Jean-Louis Bruguès. Il 28 luglio successivo ha ricevuto l'ordinazione episcopale, nel monastero dos Jerónimos, dal cardinale Manuel Clemente, co-consacranti il cardinale António Augusto dos Santos Marto e il vescovo Teodoro de Faria.
Il 1º settembre 2019, al termine dell'Angelus, papa Francesco ha annunciato la sua creazione a cardinale; nel concistoro del 5 ottobre seguente lo ha creato cardinale diacono dei Santi Domenico e Sisto. Il 15 dicembre ha preso possesso della diaconia. Al momento della creazione era il secondo cardinale più giovane del Collegio cardinalizio.
Il presidente della Repubblica portoghese, Marcelo Rebelo de Sousa, lo ha scelto per presiedere le celebrazioni del 10 giugno 2020, festa nazionale, Giornata del Portogallo, di Camões e delle Comunità portoghesi, presso il monastero di Jerónimos a Belém. Il 4 agosto 2021 è diventato membro delle Fraternità sacerdotali di San Domenico, con una cerimonia che ha avuto luogo nel convento di San Domenico a Lisbona.
Il 6 novembre 2021 riceve la XIX edizione del Premio Internazionale Bonifacio VIII "per una cultura della Pace", indetto dall'Accademia Bonifaciana di Anagni, su proposta del rettore presidente Sante De Angelis e del presidente del Comitato scientifico Enrico dal Covolo.
Il 26 settembre 2022 papa Francesco lo ha nominato primo prefetto del Dicastero per la cultura e l'educazione;  con la nomina ha assunto anche l'incarico di presidente del Consiglio di coordinamento tra Accademie pontificie. In seguito alla morte del Papa è decaduto dagli incarichi.
È stato membro, per nomina pontificia, del Pontificio consiglio della cultura, dal febbraio 2020 al 5 giugno 2022, della Congregazione per l'evangelizzazione dei popoli, dal 17 novembre 2020 al 5 giugno 2022, del Dicastero delle cause dei santi, dal 30 aprile 2022, del Dicastero per i vescovi, dal 13 luglio 2022, del Dicastero per il culto divino e la disciplina dei sacramenti, dal 7 settembre 2023, del Dicastero per la dottrina della fede, dal 1 giugno 2024.

## Attività letteraria
Considerata una delle voci del cattolicesimo contemporaneo, ha pubblicato numerose raccolte di saggi, testi di spiritualità, poesie e prediche. In esse, affronta i grandi temi del canone cristiano facendoli dialogare con la vita. Il rapporto tra cristianesimo e cultura è al centro dei suoi scritti. Come teologo e pensatore religioso, cerca di scoprire la vita spirituale dove non sempre abbiamo guardato e cerca di incoraggiare la Chiesa a essere più presente e attuale. I suoi libri hanno un grande successo in Portogallo e vengono sempre più spesso tradotti e pubblicati all'estero. Molti premi e riconoscimenti letterari hanno coronato la sua carriera di scrittore ed evidenziato il suo posto nel mondo culturale.
La sua scrittura prende spunti e immagini da molti registri di linguaggio, in particolare da quello poetico, letterario e filosofico. Nel 2014, non a caso, ha rappresentato il Portogallo nella Giornata Mondiale della Poesia. Protagonista di vari dibattiti culturali, nel 2009 si è confrontato senza riserve con lo scrittore premio Nobel per la letteratura José Saramago.
Cura una rubrica settimanale nella Rivista E del settimanale Expresso dal titolo "Che cosa sono le nuvole".

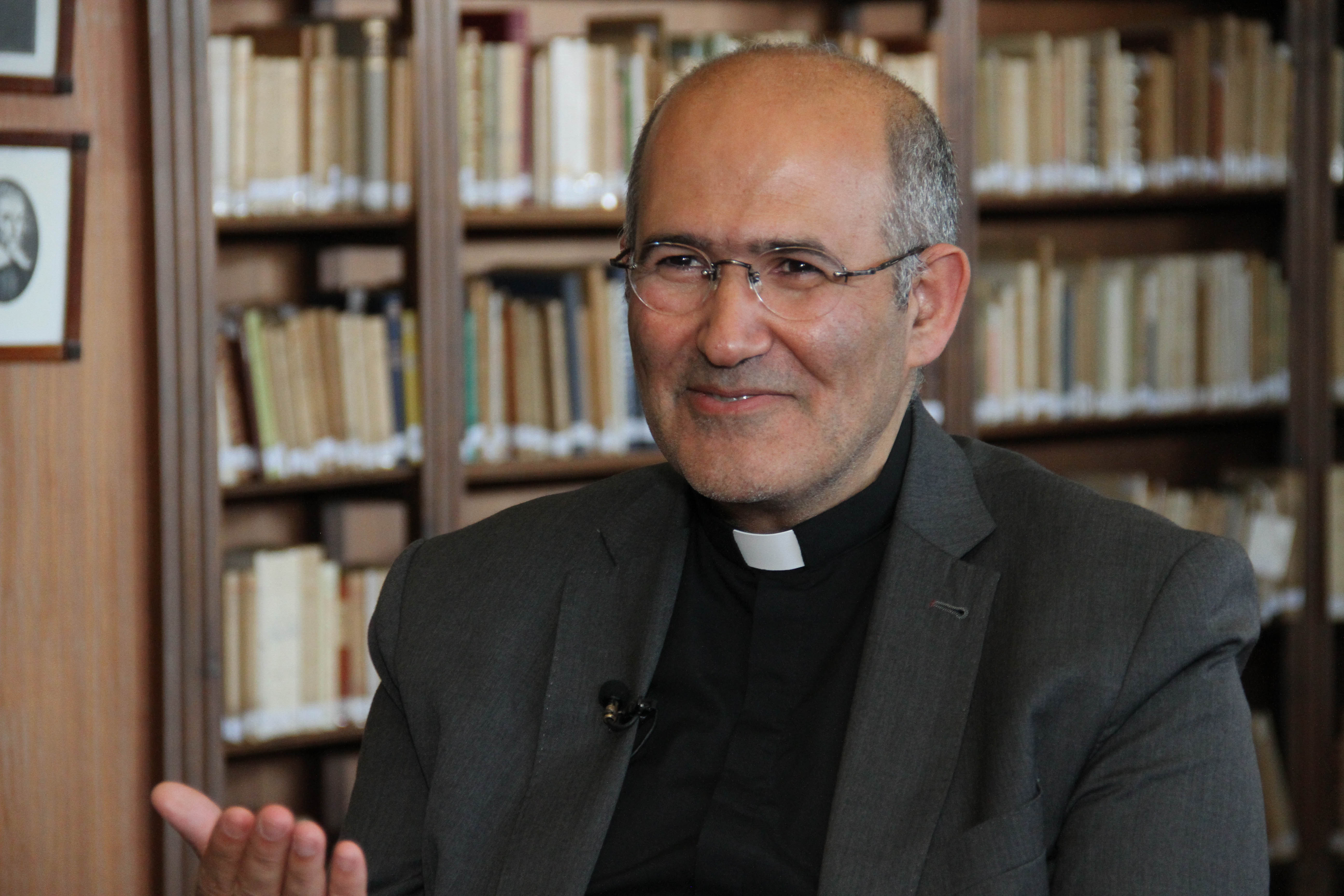
José Tolentino de Mendonça, luglio 2018.

### Opere
Libri in italiano
- La notte apre i miei occhi, (poesie, testo portoghese a fronte) - Pisa, Edizioni ETS 2006 88-467-1461-x
- Il tesoro nascosto. Per un'arte della ricerca interiore, 2011 (saggio) - Paoline
- Nessum cammino sarà lungo. Per una teologia dell'amicizia, 2013 (saggio) - Paoline
- Padre nostro che sei in terra. Per credenti e non credenti, 2013 (saggio) - Edizione Qiqajon
- L'ippopotamo di Dio. Farsi domande val più che darsi rapide riposte, 2014 (saggio) - Libreria Editrice Vaticana
- La Mistica dell'instante. Tempo e promessa, 2015 (saggio) - Vita e Pensiero
- Gesù. La sorpresa di un ritratto, 2016 (saggio) - San Paolo
- Chiamate in attesa, 2016 (raccolta di articoli) - Vita e Pensiero
- Liberiamo il tempo. Piccolo manuale sull'arte di vivere, 2016 (saggio) - EMI
- La lettura infinita. La Biblia e la sua interpretazione, 2017 (saggio) - San Paolo
- Elogio della Sete, 2018 [esercizi spirituali predicati a Papa Francesco e a Curia Romana] - Vita e Pensiero
- Il piccolo libro delle grandi domande, 2019 (raccolta di articoli) - Vita e Pensiero
- Il potere della speranza. Mani che sostengono l'anima del mondo, 2020 (ebook gratuito) - Vita e Pensiero
- Pregare ad occhi aperti, 2021 (preghiere) - Edizioni Romena
- Una grammatica semplice dell'umano, 2021 (saggio) - Vita e Pensiero
- Il papavero e il monaco, 2022 (poesie, testo portoghese a fronte) - Qiqajon
- Estranei alla terra, (poesie, testo portoghese a fronte) - Milano, Crocetti 2023
- Amicizia. Un incontro che riempie la vita, 2023 (saggio) - Piemme

Libri in portoghese

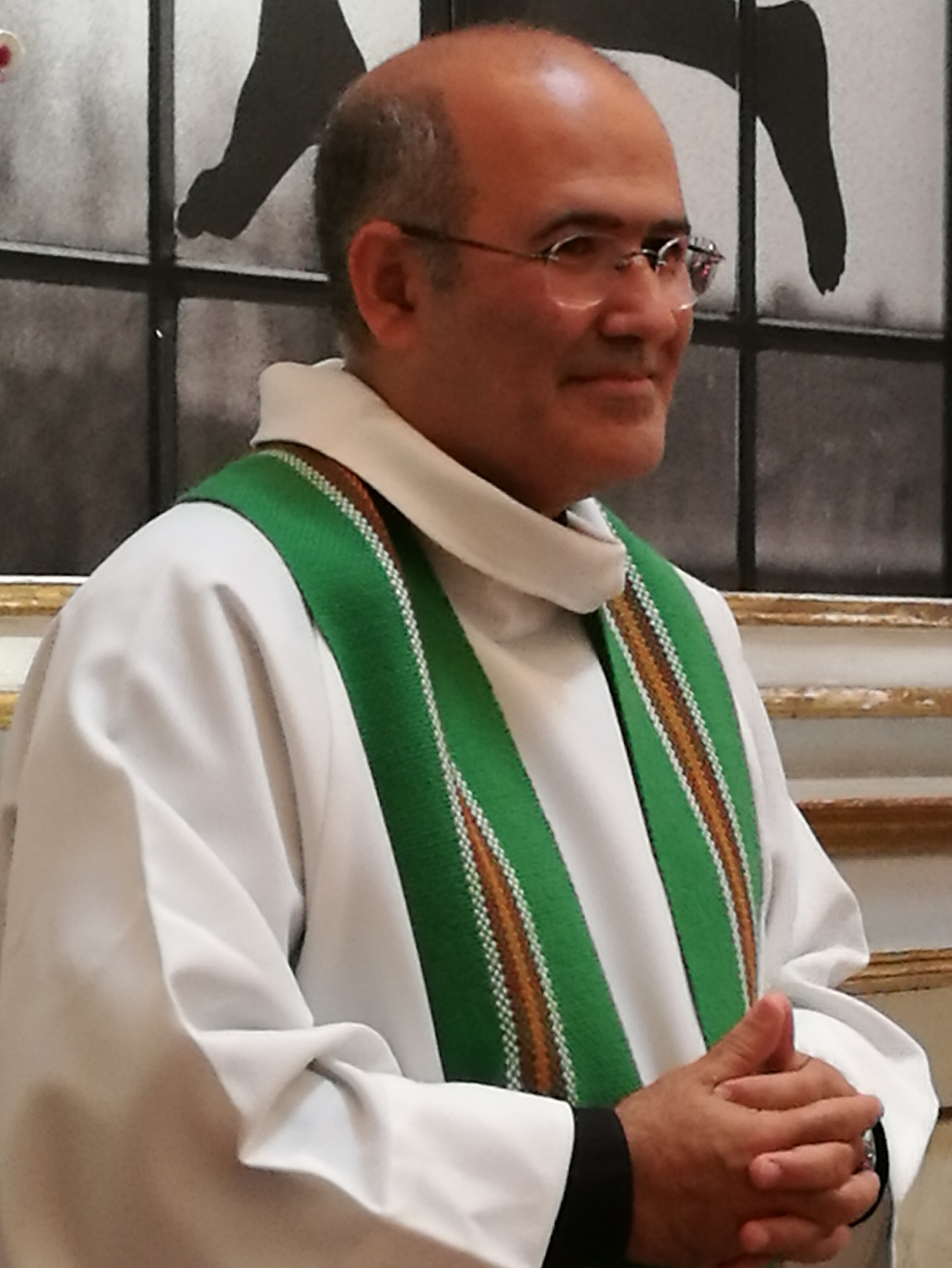
José Tolentino de Mendonça, nella Capela do Rato, il 22 luglio 2018.

- Os dias contados, 1990 (poesia)- Edições SRTC/Poesia, Funchal/Madère
- As estratégias do desejo: um discurso bíblico sobre a sexualidade, 1994 (saggio) - Cotovia
- Longe não sabia, 1997 (poesia) - Editoril Presença
- A que distância deixaste o coração, 1998 (poesia)
- Se eu quiser falar com Deus, 1996 (testi pastorali)
- Baldios, 1999 (poesia) - Assírio & Alvim
- Cântico dos Cânticos, 1999 - Cotovia
- De Igual para Igual, 2000 (poesia)
- A construção de Jesus: uma leitura narrativa de Luca 7,36-50, 2004 (saggio), Assírio & Alvim
- A Estrada Branca, 2005 (poesia) - Assírio & Alvim
- Perdoar Helena, 2005 (teatro), Assírio & Alvim
- A Noite abre os meus Olhos, 2006 (poesia)
- Tábuas de pedra, 2006 (poesia) - Assírio & Alvim
- Pentateuco, 2007 - Assírio & Alvim
- A leitura infinita. Bíblia e Interpretação, 2008 (saggio)
- O Viajante sem Sono, 2009 (poesia)
- O tesouro escondido, 2011 - Paulinas Editora
- Um deus que dança, 2011 (preghiere) - Apostolado da oração
- Pai-nosso que estais na terra, 2011 (saggio) - Paulinas Editora.
- Nenhum caminho será longo, 2012 (saggio) - Paulinas Editora
- O hipopótamo de Deus, 2013 - Paulinas Editora
- Os rostos de Jesus, 2013
- A papoila e o monge, 2013 (poesia) - Assírio & Alvim
- O estado do bosque, 2013 (teatro) - Assírio & Alvim
- A mística do instante, 2014 (ensaio) - Paulinas Editora
- A leitura infinita, 2014 - Paulinas Editora
- Estaçao central, 2015 (poesia) - Assírio & Alvim
- Que coisa são as nuvens, 2015 - Expresso
- Esperar contra toda a esperança, 2015 (saggio)
- Desporto, ética e transcendência 2015 (saggio)
- A construção de Jesus, 2015 - Paulinas Editora
- Corrigir os que erram, 2016 (saggio)
- Chiamate in attesa, Vita e Pensiero, 2016.
- Teoria da Fronteira, 2017 (poesia) - Assírio & Alvim
- Libertar o tempo. Para uma arte espiritual do presente, 2017 (saggio) - Editora Paulinas/São Paulo, Brasile
- O Pequeno Caminho das Grandes Perguntas, 2017 (saggio) - Quetzal
- Elogio da Sede , 2018 (saggio) - Quetzal
- Nos passos de Etty Hillesum, co-editor Filipe Condado (fotografie), 2019 (fotobiografia) - Documenta
- Uma Beleza que nos Pertence (Aforismos), 2019 (saggio) - Quetzal
- Palava e Vida 2020, O Evangelho comentado cada dia, 2019 (commento di ogni vangelo quotidiano dell'anno) - Fundação Claret
- O que é amar um país, 2020 (saggio) - Quetzal
- Rezar de olhos abertos, 2020 (preghiere) - Quetzal
- Introdução a pintura rupestre, 2021 (poesia) - Assírio & Alvim
- A questão sobre Deus e o não saber explicar, in collaborazione con l'architetto Álvaro Siza Vieira, 2022 (saggio) - Letras e Coisas
- Metamorfose necessária (Reler São Paulo), 2022 (saggio) - Quetzal
- O Centro da Terra, 2024 (poesia) - Assírio & Alvim
- A vida em nós (Aforismos), 2024 (saggio) - Quetzal

Pubblicazioni solo in inglese
- Religion and Culture in the Process of Global Change: Portuguese Perspectives, co-editori Alfredo Teixeira, Alexandre Palma, 2016 (Cultural Heritage and Contemporary Change, Series VIII, Vol. 19) - Council for Research in Values & Philosophy

Direzione e Coordinazione di Collezioni
- Coleção Poéticas do Viver Crente, 2011 (Dirección y Coordinación - Paulinas Editora)
- Coleção Poéticas do Viver Crente - série Linhas de Rumo, 2012 (Dirección y Coordinación - Paulinas Editora)
- Coleção Grandes Diálogos, 2013 (Dirección y Coordinación - Paulinas Editora)
- Coleção Teologias Práticas, 2013 (Dirección y Coordinación - Paulinas Editora)
- Coleção Biblioteca Indispensável, 2014 (Dirección y Coordinación - Paulinas Editora)

## Premi e riconoscimenti
- Premio Città di Lisbona di Poesia (1998)[26]
- Premio PEN Club Portugués (2005)[27]
- Premio Letterario della Fundación Inês de Castro (2009)[28]
- Finalista del Premio Letterario Casino de la Póvoa (2011)[29]
- Finalista del Premio Letterario Casino de la Póvoa (2015)[30]
- Premio Letterario Res Magnae (2015)[31]
- Premio dell'Associazione Portoghese degli Scrittori (APE) e della città de Loulé (2016)
- Premio de poesia Teixeira de Pascoaes (2016)[32]
- Premio speciale Capri-San Michele (2017)[33]
- Premio "Una vita....per passione!" di Avvenire (2018)[34]
- Co-vincitore del Premio Cassidorio il Grande (2019)[35]
- Vincitore del Premio Università di Coimbra (2021)[36]
- Premio di letteratura spirituale e poesia religiosa Basilicata (2021)[37]
- Premio "D. Diniz" 2022 della Fondazione Casa de Mateus per "Introdução à pintura rupestre" (2023)[38]
- Premio di letteratura "Francisco da Sé de Miranda" per "Introdução à pintura rupestre" (2023)[39]
- Premio di poesia "LericiPea-alla carriera" (2023)[40]
- L'11 aprile 2025, il cardinale Tolentino de Mendonça vince la 21ª edizione del Premio Eduardo Lourenço con decisione unanime della giuria. Il premio riconosce il contributo del cardinale alla cultura portoghese contemporanea e il suo ruolo di intellettuale, umanista e poeta.[41]

### Onorificenze
- Medaglia d'onore della città di Lisbona (27 marzo 2024)[43]
- La Rivista E del settimanale Expresso lo ha indicato tra i 100 portoghesi più influenti nel 2012, e lo ha citato tra i "50 potenti, influenti, innovativi, provocatori e consacrati che hanno segnato la nostra vita l'anno scorso", il 29 giugno 2019.[44] La stessa rivista, nel suo editoriale del 21 dicembre 2019, lo ha indicato come personalità portoghese dell'anno.[45]
- Il 14 dicembre 2021 diventa membro onorario dell'Accademia Navale in una cerimonia presieduta dal presidente della Repubblica portoghese, Marcelo Rebelo de Sousa.[46]
- Il 18 dicembre 2022 vince la prima edizione del Gran Premio Ilídio Pinho in una cerimonia presieduta dal Presidente della Repubblica portoghese, Marcelo Rebelo de Sousa. Il premio intende onorare le personalità che si dedicano alla "promozione e alla difesa dei valori universali della portugalidade".[47]
- Il 14 dicembre 2023, il cardinale riceve il Premio Pessoa, un'iniziativa del settimanale Expresso e della Caixa Geral de Depósitos per riconoscere le attività di portoghesi, in vita, che hanno svolto un ruolo significativo nella vita culturale e scientifica del paese.[48]
- Il 15 dicembre 2023, l'Università di Aveiro (Portogallo) ha conferito un dottorato honoris causa al cardinale Tolentino de Mendonça per la sua visione globale del mondo e la sua capacità di portare una dimensione culturale alla discussione dei problemi del nostro tempo.[49]
- Il 25 gennaio 2024, l'Università Cattolica di Pernambuco (Unicap) in Brasile conferisce il titolo di Dottore Honoris Causa al cardinale Tolentino de Mendonça, molto conosciuto nel paese dal 2009: professore itinerante, ha tenuto corsi e conferenze e ha presentato diversi suoi libri quando sono stati pubblicati in Brasile.[50]
- Il 19 giugno 2024, a Lisbona, in occasione della consegna del Premio Pessoa 2023, conferito al Cardinale Tolentino de Mendonça il 14 dicembre de 2023, il Presidente della Repubblica portoghese, Marcelo Rebelo de Sousa, gli ha Gli ha inoltre consegnato la Gran Croce dell'Ordine Militare di Santiago da Espada.[51]
- * Il 22 Agosto 2024, l'Università CatTolica d'Argentina ha conferito un dottorato honoris causa al cardinale Tolentino de Mendonça per la sua importante attività ecclesiastica e accademica, per il suo lavoro sacerdotale e di pastorale umana, nonché per il suo significativo contributo ai campi della scienza, delle arti, della cultura e dell'educazione.[52]

## Genealogia episcopale e successione apostolica
La genealogia episcopale è:
- Cardinale Scipione Rebiba
- Cardinale Giulio Antonio Santori
- Cardinale Girolamo Bernerio, O.P.
- Arcivescovo Galeazzo Sanvitale
- Cardinale Ludovico Ludovisi
- Cardinale Luigi Caetani
- Cardinale Ulderico Carpegna
- Cardinale Paluzzo Paluzzi Altieri degli Albertoni
- Papa Benedetto XIII
- Papa Benedetto XIV
- Cardinale Enrico Enriquez
- Arcivescovo Manuel Quintano Bonifaz
- Cardinale Buenaventura Córdoba Espinosa de la Cerda
- Cardinale Giuseppe Maria Doria Pamphilj
- Papa Pio VIII
- Papa Pio IX
- Cardinale Alessandro Franchi
- Cardinale Gaetano Aloisi Masella
- Cardinale José Sebastião d'Almeida Neto, O.F.M.Disc.
- Vescovo António José de Souza Barroso
- Vescovo Manuel Luís Coelho da Silva
- Cardinale Manuel Gonçalves Cerejeira
- Cardinale António Ribeiro
- Cardinale José da Cruz Policarpo
- Cardinale Manuel Clemente
- Cardinale José Tolentino de Mendonça

La successione apostolica è:
- Arcivescovo Giovanni Cesare Pagazzi (2024)
- Arcivescovo Carlo Maria Polvani (2025)